# Heute – in Europa

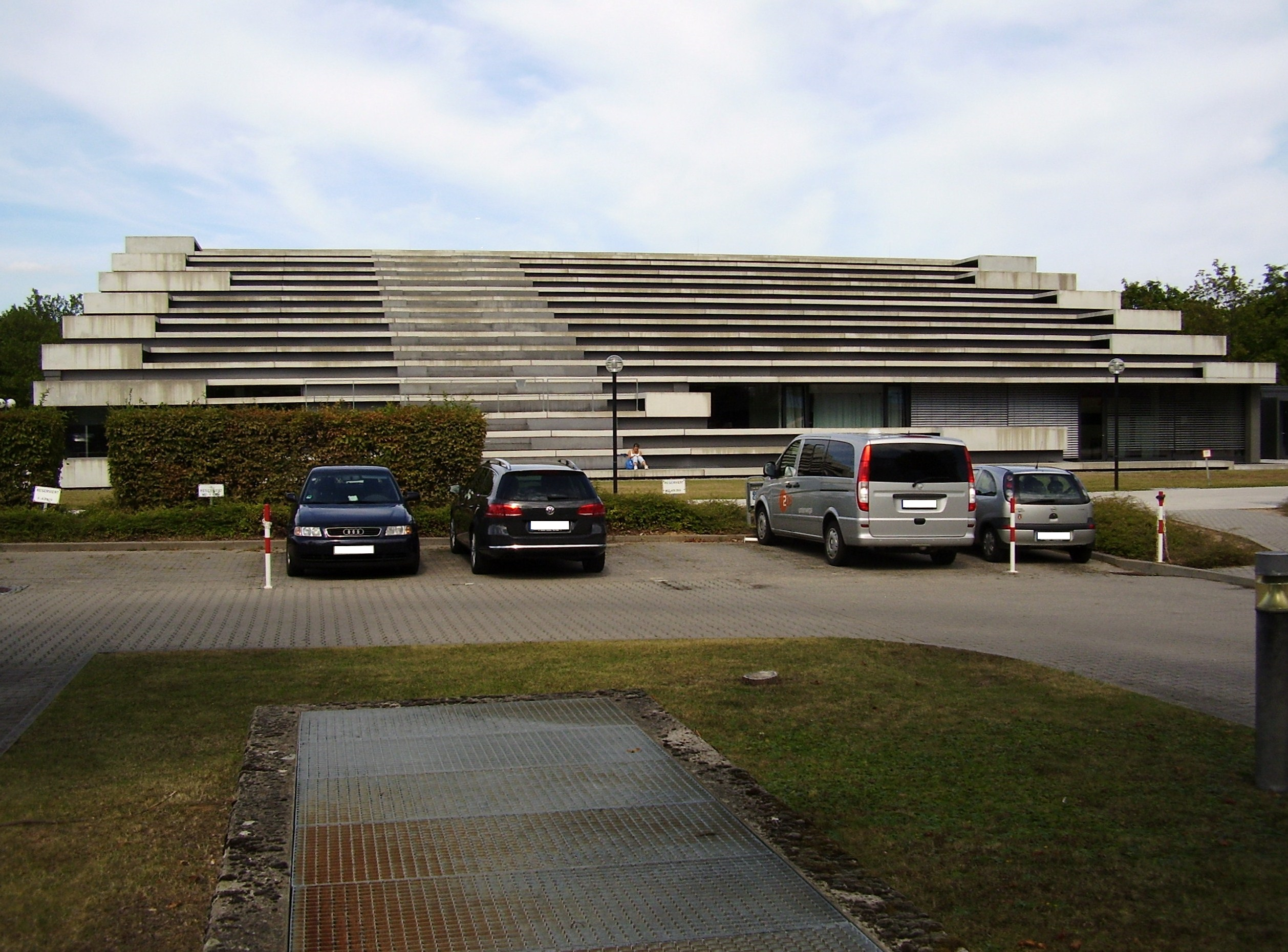
Das ZDF-Nachrichtenstudio in Mainz-Lerchenberg

heute – in Europa ist eine werktägliche Nachrichtensendung im ZDF.

## Sendung
Die Sendung wird seit dem 12. April 1999 um 16 Uhr von Montag bis Freitag ausgestrahlt. Die Sendezeit betrug anfangs 15 Minuten.
heute – in Europa beginnt zunächst mit einem ersten Bericht, worauf dann ein Nachrichtenüberblick aus aller Welt folgt. Anschließend folgen Meldungen von Politik, Wirtschaft, Sport und Kultur aus europäischen Ländern. Ein weiterer Bestandteil sind zudem die Europa-Spots. Zum Ende gibt es ab und zu einen Blick auf die Deutschland-Wetterkarte.
Seit dem 2. Januar 2012 wurde die Sendung mit einem dunkleren Hintergrund präsentiert. Außerdem wurde die Sendezeit von heute – in Europa auf zehn Minuten gekürzt. Zwischenzeitlich standen auch wieder 15 Minuten zur Verfügung. Bis Ende 2011 startete die Sendung immer mit einem Nachrichtenüberblick, den der Redakteur der 17-Uhr-heute-Ausgabe präsentierte. Seit 2012 wird dieser Block nur noch eingespielt, sodass der Moderator von heute – in Europa nun alleine im Studio moderiert.
Seit dem 3. November 2014 präsentierte sich die Sendung mit neuem Vorspann und einem leicht veränderten Studiohintergrund. 2021 zog sie zusammen mit der gesamten heute-Familie in ein neues Studio mit neuer Optik um. 
Häufig wird vor Ort von besonderen politischen und kulturellen Ereignissen berichtet, wie zum Beispiel aus dem ungarischen Pécs anlässlich der Kulturhauptstadt 2010.
Obwohl heute – in Europa offiziell um 16 Uhr beginnt, fängt die Sendung meist schon um 15:58 Uhr an.
2022 wiederholte Phoenix für einige Zeit unregelmäßig im Tagesprogramm die Folge vom Vortag.

## Moderatoren

### Derzeitige Moderatoren
| Moderator        | Einstieg |                  |                        |
| ---------------- | -------- | ---------------- | ---------------------- |
| Andreas Klinner  | 2007     | Hauptmoderator   | auch bereits 2001–2005 |
| Linda Kierstan   | 2020     | Hauptmoderatorin |                        |
| Sherif Rizkallah | 2025     | Hauptmoderator   |                        |
| Antje Pieper     | 2014     | vertretungsweise |                        |
| Lisa Mittrücker  | 2021     | vertretungsweise |                        |
| Anne Arend       | 2025     | vertretungsweise |                        |

### Ehemalige Moderatoren
| Moderator         | Einstieg | Ausstieg |
| ----------------- | -------- | -------- |
| Kristina Hansen   | 1999     | 2000     |
| Peter Kunz        | 1999     | 2000     |
| Carsten Thurau    | 1999     | 2001     |
| Hülya Özkan       | 2001     | 2012     |
| Andreas Wunn      | 2005     | 2007     |
| Andrea Gries      | 2006     | 2016     |
| Jasmin Hekmati    | 2009     | 2020     |
| Julia Theres Held | 2012     | 2021     |
| Natalie Steger    | 2013     | 2014     |
| Ralph Szepanski   | 2020     | 2020     |
| Yve Fehring       | 2020     | 2024     |
| Anna Schilling    | 2020     | 2021     |
| Miriam Steimer    | 2020     | 2022     |
| Britta Jäger      | 2021     | 2023     |
| Bobby Cherian     | 2024     | 2025     |